# Малко Чочовени
Малко Чочовени е село в Югоизточна България. То се намира в община Сливен, област Сливен.

## История
Край селото са разкрити останки от антично селище. Разположената в крепостта му църква е строена през втората половина на IV век. Пристройки към нея са правени през VI век и по-късно през Средновековието.
През 40-те години на XX век в селото има влиятелна комунистическа група – полицейски доклади го определят като „напълно комунизирано“ – и то е сред опорните точки на местния Партизански отряд „Хаджи Димитър“.
Преданията за заправянето на близките едно до друго заселища Гавраилово и Малко Чочовени са почти еднакви.Според твърденията на стари селяни с.Малко Чочовени е заправено от българи из разсипаната под това заселище "Касаба".През последните два века преди Освобождението в него живеели турци.Те се изселили след Освобождението.Преди време то се наричало Кючукчешли (Малки мочури).За загадъчното му име Чочовени или Чочовен може отчасти да помогне преданието,че още преди да се нарича Кючукчешли, то носило името Чучурово, от това,че там имало много чучури (изворчета с улеи или тръби).Голяма част от населението след Освобождението било от близкото село  Дермендере (Гавраилово).Тук се посочват следи от чърква или манастир.След Освобождението селяните намерили сред развалините на манастира кръст с надпис 1200г.Тази кръст е в националния музей в София.Вероятно тук е бул споменаваният от дермендеренското предание манастир "Св.Архангел Михаил,принадлежащ на разсипаната "Касаба" и със сбор 8-ми ноември.
Заселените преди Освобождението тук турци имали свой "султан",очевидно от рода ха кримските ханове Гераевци.
Днес селото е изцяло с българско население.
Училището в селото е построено 1894г.

## Население
Численост на населението според преброяванията през годините:
| \| Година на преброяване \| Численост \| \| --------------------- \| --------- \| \| 1934 \| 652 \| \| 1946 \| 627 \| \| 1956 \| 656 \| \| 1965 \| 619 \| \| 1975 \| 566 \| \| 1985 \| 518 \| \| 1992 \| 462 \| \| 2001 \| 388 \| \| 2011 \| 317 \| \| 2021 \| 338 \| |           |
| Година на преброяване | Численост |
| 1934 | 652       |
| 1946 | 627       |
| 1956 | 656       |
| 1965 | 619       |
| 1975 | 566       |
| 1985 | 518       |
| 1992 | 462       |
| 2001 | 388       |
| 2011 | 317       |
| 2021 | 338       |

### Етнически състав
Преброяване на населението през 2011 г.
Численост и дял на етническите групи според преброяването на населението през 2011 г.:
|                     | Численост | Дял (в %) |
| Общо                | 317       | 100.00    |
| Българи             | 314       | 99,05     |
| Турци               | 0         | 0,00      |
| Цигани              | 0         | 0,00      |
| Други               |           |           |
| Не се самоопределят |           |           |
| Неотговорили        | 2         | 0,63      |

## Известни личности
Родени в Малко Чочовени
- Иван Гинчев (1918 – 1973), български партизанин